# Іоанн Каппадокійський
Іоанн Каппадокійський (*Flavius Iohannes Orientalis, Ἰωάννης ὁ Καππαδόκης, 490 — бл. 548) — державний діяч, правник часів Візантійської імперії.

## Життєпис
Походив з родини середніх статків. Про його батьків відомості відсутні. Народився в Кесареї Каппадокійській. Прокопій Кесарійський стверджує, що Іоанн був погано освіченим та низького походження, проте надзвичаного розуму, видатних природних здібностей та спритності зробив гарну кар'єру.
Вперше письмово згадується як скриніарій (нотаріус) на службі в magisteria militum praesentalia, яким можливо був Петро Савватій (майбутній імператор Юстиніан I). Його ідеї організації управління привернули увагу імператора, що призвело до його підвищення до очільника фінансів імперії. За часів Юстиніана I зміг найбільш широко зарекомендувати себе, щоб отримати титул Vir illustris.
У 529 році очолив комісію, яка почала займатися кодифікацією римського права (відомий як Кодекс Юстинінана). У 532 році призначається преторіанським префестом Сходу. З більш ніж 170 новел, виданих після 534 року, 3/4 з них відносяться до часу його перебування на посаді. У 532 році внаслідок повстання Ніка в Константинополі звільнений з посади імператором, який вимушений був вдовольнити вимогу повсталих. Після придушення повстання Іоанн Каппадокійський повернувся на посаду.
Сприяв в 532 році укладанню «Вічного миру» з Сасанідською Персією. Водночас єдиний в сенаті відкрито виступив проти війни з Королівством вандалів.
Іоанн працював спільно з імператором над скороченням апарату чиновників і бюрократії в Константинополі і в провінціях, впроваджуючи основи меритократії. 538 року призначається патрикієм та консулом.
Втім вступив у протистояння з імператрицею Феодорою, яку регулярно критикував. 541 року внаслідок інтриг останньої звинувачений у змові, але помилуваний імператором, який наказав конфіскувати майно Іоанна. Втім зрештою тому було залишено більшу частину володінь.
Спочатку заслано до Кізіку. Після звинувачення у вбивстві місцевого єпископа заслано до Антинополю в Єгипті. При цьому втратив решту майна. Перебував у злиднях до 548 року, коли після смерті Феодори, зміг повернутися до Константинополя. Подальша доля невідома.